# Fibrado asociado
En matemáticas, la teoría de los fibrados con un grupo de estructura G (un grupo topológico) permite una operación de creación de un fibrado asociado, en el cual la fibra típica de un fibrado cambia de F1 a F2, que son ambos espacios topológicos con una acción de grupo de G.

## Un ejemplo
Un caso simple es la cinta de Möbius, para la cual G es un grupo cíclico de orden 2. Podemos tomar como F cualesquiera entre: la recta real R, el intervalo [-1, 1], la recta real menos el punto 0, o el conjunto de dos puntos {-1, 1}. La acción de G en éstos (el elemento no-identidad actúa como x - > -x en cada caso) es semejante, en un sentido intuitivo. Podríamos decir más formalmente en términos de pegar dos rectángulos [-1, 1]xI y [-1, 1]xJ juntos: lo que realmente necesitamos son los datos para identificar [-1, 1] a sí mismo directamente en un extremo, y con torcedura en el otro extremo. Estos datos se pueden anotar como función de pegado, con valores en G. La construcción del fibrado asociado es precisamente la observación de que estos datos trabajan del mismo modo en {-1, 1} cuanto en [-1, 1].

## Caso general
En general es suficiente para explicar la transición de un fibrado con la fibra F, en la cual G actúa, al fibrado principal (es decir el fibrado donde la fibra es G, considerado actuando sobre sí mismo por traslación). Porque entonces podemos ir de F1 a F2, vía el fibrado principal. Los detalles en términos de los datos para un cubrimiento abierto se dan como caso de descenso.

## Relación con subgrupos
Un caso muy útil es tomar un subgrupo H de G. Entonces un H-fibrado tiene un G-fibrado asociado: esto es trivial para los fibrados, pero mirar sus secciones es esencialmente la construcción de la representación inducida, bajo otro enfoque. Esto sugiere que hay algunos funtores adjuntos implicados.

## Complexificando un fibrado vectorial real
Una aplicación es complexificar un fibrado vectorial real (según lo requerido para definir las clases de Pontryagin, por ejemplo). Si tenemos un fibrado vectorial real V, y deseamos crear el fibrado asociado con fibras de espacio vectorial complejo, debemos tomar H = GLn(R) y G = GLn(C), esquemáticamente.

## La reducción del grupo de estructura
El concepto compañero de los fibrados asociados es la reducción del grupo de estructura de un G-fibrado B. Preguntamos si hay un H-fibrado C, tal que el G-fibrado asociado es B, módulo un isomorfismo. Más concretamente, se pregunta si los datos de transición para B se pueden escribir consistentemente a valores en H. Es decir, pedimos identificar la imagen del mapa fibrado asociado (el cual es realmente un funtor).

## Ejemplos de reducción de grupo
Ejemplos para los fibrados vectoriales incluyen: la introducción de una métrica (equivalentemente, reducción al grupo ortogonal del GLn); y la existencia de una estructura compleja en un fibrado real (de GL2n(R) a GLn(C)).
Otro caso importante es la reducción de GLn(R) a GLk(R)xGLn-k(R), el último interior al primero como matrices de bloque. Una reducción aquí es una manera consistente de tomar subespacios complementarios k- y n-k-dimensionales; es decir encontrando una descomposición de un fibrado vectorial V como una suma de Whitney (suma directa) de los sub-fibrados de fibras de dimensiones especificadas.
Uno puede también expresar la condición para una foliación que se definirá como reducción del fibrado tangente a un subgrupo de matrices de bloque - pero aquí la reducción es solamente una condición necesaria, habiendo una condición de integrabilidad de modo que se aplique el teorema de Frobenius.

## Fibrados espinoriales
El lenguaje de fibrados asociados es útil para expresar el significado de los fibrados espinoriales. Aquí los dos grupos SO y Spin están implicados (para una elección fija de signatura (p, q)), el anterior teniendo una representación fiel matricial de dimensión n = p + q, pero el último actuando (en general) fielmente solamente en una dimensión más alta, en un espacio de espinores. Spin es un "double cover" de SO, de modo que el último es un cociente del primero. Eso significa que los datos de transición con valores en Spin dan lugar a datos de transición para SO, automáticamente: el pasar a un grupo cociente pierde simplemente información. Por lo tanto un Spin-fibrado da lugar siempre a un fibrado asociado con las fibras Rn, puesto que Spin actúa en Rn, vía su cociente SO. Inversamente, hay un problema de levantamiento para los SO-fibrados: hay un problema de consistencia sobre los datos de transición, al pasar a un Spin-fibrado. La existencia de tal estructura de espín es información adicional sobre un fibrado real vectorial.
- Datos: Q427018